# 广政
广政（938年—965年正月）是后蜀后主孟昶的年号，共计28年。

## 改元
- 明德四年——十二月三十日，明年改元為廣政元年。[2][3][4]
- 廣政二十八年——正月十九日，孟昶向宋軍投降，後蜀滅亡。[5][6][7]

## 紀年對照表
| 广政 | 元年  | 2年   | 3年   | 4年   | 5年   | 6年   | 7年   | 8年   | 9年   | 10年  |
| ---- | ----- | ----- | ----- | ----- | ----- | ----- | ----- | ----- | ----- | ----- |
| 公元 | 938年 | 939年 | 940年 | 941年 | 942年 | 943年 | 944年 | 945年 | 946年 | 947年 |
| 干支 | 戊戌  | 己亥  | 庚子  | 辛丑  | 壬寅  | 癸卯  | 甲辰  | 乙巳  | 丙午  | 丁未  |
| 广政 | 11年  | 12年  | 13年  | 14年  | 15年  | 16年  | 17年  | 18年  | 19年  | 20年  |
| 公元 | 948年 | 949年 | 950年 | 951年 | 952年 | 953年 | 954年 | 955年 | 956年 | 957年 |
| 干支 | 戊申  | 己酉  | 庚戌  | 辛亥  | 壬子  | 癸丑  | 甲寅  | 乙卯  | 丙辰  | 丁巳  |
| 广政 | 21年  | 22年  | 23年  | 24年  | 25年  | 26年  | 27年  | 28年  |       |       |
| 公元 | 958年 | 959年 | 960年 | 961年 | 962年 | 963年 | 964年 | 965年 |       |       |
| 干支 | 戊午  | 己未  | 庚申  | 辛酉  | 壬戌  | 癸亥  | 甲子  | 乙丑  |       |       |

## 同期存在的其他政权年号
- 中國
  - 天福（936年－944年）：後晉—石敬瑭之年號
  - 開運（944年－946年）：後晉—石重貴之年號
  - 天福（947年）：後漢—劉知遠之年號
  - 乾祐（948年－956年）：後漢—劉知遠、劉承祐之年號
  - 广顺（951年－953年）：後周—郭威之年號
  - 显德（954年－960年正月）：後周—郭威、柴榮、柴宗訓之年號
  - 建隆（960年－963年）：北宋—太祖趙匡胤之年號
  - 乾德（963年－968年）：北宋—太祖趙匡胤之年號
  - 昇元（937年－943年）：南唐—李昪之年號
  - 保大（943年－957年）：南唐—李璟之年號
  - 中興（958年）：南唐—李璟之年號
  - 交泰（958年）：南唐—李璟之年號
  - 通文（936年－939年）：閩—王繼鵬之年號
  - 永隆（939年－943年）：閩—王延羲之年號
  - 天德（943年－945年）：殷—王延政之年號
  - 大有（928年－942年）：南漢—劉龑之年號
  - 光天（942年－943年）：南漢—劉玢之年號
  - 應乾（943年）：南漢—劉晟之年號
  - 乾和（943年－958年）：南漢—劉晟之年號
  - 大寶（958年－971年）：南漢—劉鋹之年號
  - 永樂（942年－943年）：南漢時期—張遇賢之年號
  - 乾祐（951年－956年）：北漢—劉旻、劉鈞尊奉之年號
  - 天會（957年－973年）：北漢—劉鈞、劉繼恩、劉繼元之年號
  - 文德（938年－944年）：大理—段思平之年號
  - 文經（945年）：大理—段思英之年號
  - 至治（946年－951年）：大理—段思良之年號
  - 明德（952年）：大理—段思聰之年號
  - 廣德（953年－967年）：大理—段思聰之年號
  - 天顯（926年－938年）：契丹—耶律阿保機、耶律德光之年號
  - 會同（938年－947年）：契丹—耶律德光之年號
  - 大同（947年）：遼—耶律德光之年號
  - 天祿（947年－951年）：遼—遼世宗耶律阮之年號
  - 應曆（951年－969年）：遼—遼穆宗耶律璟之年號
  - 同慶（912年－966年）：于闐—尉遲烏僧波之年號
- 日本
  - 承平（931年－938年）：朱雀天皇之年号
  - 天慶（938年－947年）：朱雀天皇與村上天皇之年号
  - 天曆（947年－957年）：村上天皇之年号
  - 天德（957年－961年）：村上天皇之年号
  - 應和（961年－964年）：村上天皇之年号
  - 康保（964年－968年）：村上天皇與冷泉天皇之年号

## 參看
- 中國年號索引

## 深入閱讀
- 李崇智. . 北京: 中華書局. 2004年12月. ISBN 7101025129.
- 鄧洪波. . 臺北: 國立臺灣大學東亞經典與文化研究計劃. 2005年3月  [2022-01-03]. ISBN 9789860005189. （原始内容 (pdf)存档于2007-08-25）.

| 前一年號： 明德 | 后蜀年號 938年－965年 | 下一年號： -- |